# Luật cơ bản Thành Vatican
Luật Cơ bản của Thành Vatican (tiếng Ý: Legge Fondamentale dello Stato della Città del Vaticano) là văn bản pháp lý chính để quản lý các thực thể dân sự của Vatican. Luật cơ bản đã có hiệu lực từ năm 1929.

## Lịch sử
Luật cơ bản được công bố lần đầu tiên vào ngày 7 tháng 6 năm 1929, theo thẩm quyền của Giáo hoàng Piô XI.
Ngày 26 tháng 11 năm 2000, Giáo hoàng Gioan Phaolô II đã ban hành phiên bản mới của Luật cơ bản. Luật này bắt đầu có hiệu lực pháp lý vào ngày 22 tháng 2 năm 2001, cũng là ngày Lễ ngai tòa của Thánh Phêrô, và thay thế toàn bộ Luật cơ bản của Thành Vatican ngày 7 tháng 6 năm 1929. Tất cả các quy định có hiệu lực tại Thành Vatican mà không phù hợp với Luật cơ bản mới đều bị bãi bỏ.
Ngày 13 tháng 5 năm 2023, Giáo hoàng Phanxicô đã công bố phiên bản mới của Luật cơ bản. Phiên bản mới này có hiệu lực từ ngày 7 tháng 6 năm 2023.